# Lanzia griseliniae
Lanzia griseliniae är en svampart som först beskrevs av Dennis, och fick sitt nu gällande namn av Dumont 1975. Lanzia griseliniae ingår i släktet Lanzia och familjen Rutstroemiaceae.   Inga underarter finns listade i Catalogue of Life.